# 甘贝拉
甘贝拉是埃塞俄比亚的一个城市，也是甘贝拉州的首府。它在行政上是甘贝拉区，隶属于阿努亚克专区。这座城市位于巴罗河和它的支流Jajjaba河的交汇点。海拔526米。毗邻甘贝拉扎里亚区。